# Мистер Олимпия 1986
Мистер Олимпия 1986 — самое значимое международное соревнование по культуризму, проводимое под эгидой Международной федерации бодибилдинга (англ. International Federation of Bodybuilding, IFBB). Соревнования проходили в Колумбусе (США). Это был двадцать второй по счету турнир «Мистер Олимпия». Свой третий титул завоевал Ли Хейни (США).

## Таблица
Место Участник Страна
- 1 Ли Хейни США
- 2 Рич Гаспари США
- 3 Майк Кристиан США
- 4 Альберт Беклес Англия
- 5 Берри ДеМей Голландия
- 6 Петер Хенсел Германия
- 7 Бертил Фокс Англия
- 8 Рон Лав США
- 9 Джон Терили Австралия
- 10 Иозеф Гролмус Германия
- 11 Том Платц США
- 12 Юсуп Уилкош Германия
- 13 Эдуардо Кавак Ливан
- 14 Фрэнк Ричард Англия
- 15 Гери Леонард